# Canyelles
Canyelles est une commune de la province de Barcelone, en Catalogne, en Espagne, située dans la comarque du Garraf.